# Sasunik
Sasunik (en armenio: Սասունիկ) es una comunidad rural de Armenia ubicada en la provincia de Aragatsotn.
En 2009 tenía 3362 habitantes. La comunidad rural comprende tanto el pueblo de Sasunik como la pedanía de Karin. Junto con Avan, Artashavan y Mastara, la comunidad de Sasunik es una de las pocas comunidades rurales que tiene pedanías en esta provincia.
Fue fundada como granja colectiva en 1955, albergando a los antiguos habitantes de Verin Sasunik, pueblo que quedó abandonado en 1960 y está nuevamente habitado desde 1989.
Se ubica en la periferia meridional de la capital provincial Ashtarak, en el límite con la provincia de Armavir, en la salida de la ciudad por la carretera M3 que lleva a Echmiadzin.